# Annabel Lee
Annabel Lee es el último poema completo compuesto por el escritor y poeta romántico estadounidense Edgar Allan Poe. Como en muchas de sus obras, explora la temática de la muerte de una hermosa mujer. El narrador, enamorado de Annabel Lee cuando eran jóvenes, continúa estándolo tras su muerte. Su amor hacia ella era tan fuerte que incluso los ángeles estaban celosos. Existe un debate sobre qué mujer, si es que la hubo, sirvió de inspiración para Annabel Lee. A pesar de que se han sugerido los nombres de varias, la candidata más creíble es su esposa, Virginia Eliza Clemm. El poema, escrito en 1849, no se publicó hasta poco después de la muerte de su autor, en el mismo año.

## Sinopsis
El narrador del poema describe su amor por Annabel Lee, que comenzó muchos años antes en «un reino junto al mar». A pesar de ser jóvenes, su amor mutuo era tan grande que los ángeles tenían envidia de ellos y, por eso, murió ella, según el narrador. Aun así, su amor es tan grande que se extiende más allá de la tumba y el narrador cree que sus dos almas continúan hermanadas. Cada noche sueña con Annabel Lee y ve el brillo de sus ojos en las estrellas. Y cada noche se recuesta sobre su tumba junto al mar.

## Análisis
Como muchos otros poemas de Poe, incluyendo El cuervo, Ulalume y A alguien en el paraíso, Annabel Lee sigue su tópico preferido: la muerte de una hermosa mujer, al que Poe llama «el tema más poético del mundo.» Como muchas de las mujeres en otras obras de Poe, se ve atacada por una enfermedad y se casa joven. El poema se centra en un amor ideal de extraordinaria intensidad. De hecho, las acciones del narrador no sólo muestran que ama a Annabel Lee, sino que la idolatra, algo que sólo puede hacer tras su muerte. El narrador admite que ambos eran niños cuando se enamoraron, pero su explicación de que fueron los ángeles quienes la mataron es en sí infantil, sugiriendo que no ha crecido mucho desde entonces. La repetición de esta aserción sugiere que está tratando de racionalizar sus propios abrumadores sentimientos de pérdida.
A diferencia de El cuervo, en el cual el narrador cree que «nunca más» se reunirá con su amor, en Annabel Lee dice que ambos estarán juntos nuevamente, ya que ni los demonios podrán nunca separar sus almas.

### Estructura poética
Annabel Lee consta de seis estrofas, tres con seis versos, una con siete y dos con ocho, con un patrón de rima ligeramente diferente en cada una. Su repetición de palabras y frases, al estilo de una balada, crea deliberadamente su efecto de profunda tristeza. A pesar de no ser técnicamente una balada, Poe se refiere a él como tal. El nombre Annabel Lee enfatiza el sonido «L» (aliteración), un recurso frecuente aplicado por el poeta a sus personajes femeninos: Eulalie, Lenore, Ulalume, Morella, Ligeia.
Existe un debate sobre el último verso del poema. La «Edgar Allan Poe Society» de Baltimore (Maryland) ha identificado once versiones diferentes del poema, que fueron publicadas entre 1849 y 1850. Sin embargo, la variación más grande es en el verso final:
Manuscrito original – In her tomb by the side of the sea (En su tumba junto al mar)
Versión alternativa – In her tomb by the sounding sea (En su tumba junto al sonoro mar)

## Inspiración

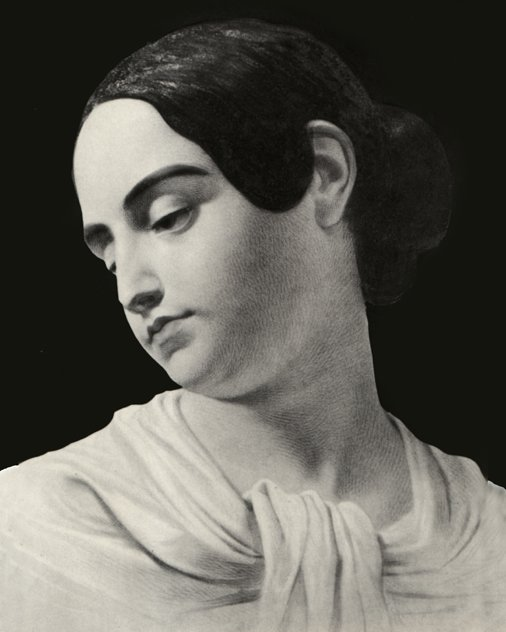
A menudo se cree que Virginia, esposa de Poe, fue la inspiración para Annabel Lee.

No está claro a quién hace referencia el personaje epónimo Annabel Lee. Biógrafos y críticos han sugerido que el uso frecuente del tema de la «muerte de una hermosa mujer» deriva de la repetida pérdida de ellas a lo largo de su vida, incluyendo a su madre Eliza Poe y a su madre adoptiva Frances Allan. Algunos biógrafos a menudo interpretan que Annabel Lee se escribió para su esposa, Virginia, que había muerto dos años antes, tal como sugirió la poetisa Frances Sargent Osgood, a pesar de ser ella misma una de las posibles inspiraciones para el poema. Se pueden dar fuertes argumentos sobre la de Virginia en este caso: era a quien amaba de niño y la única que había sido su esposa, además de la única en morir. Algunas lecturas autobiográficas del poema han sostenido la teoría de que Virginia y Edgar jamás consumaron su matrimonio, ya que Annabel Lee era una doncella. Algunos críticos, incluyendo a Thomas Ollive Mabbott, creen que Annabel Lee fue un mero producto de la lúgubre imaginación de Poe y que no fue ninguna persona real en particular. Sarah Elmira Royster, una novia de la infancia de Poe, creía que el poema se había escrito inspirado en ella y que Poe mismo así lo aseveró. Sarah Helen Whitman y Sarah Anna Lewis también declararon haber inspirado el poema.

## Publicación y recepción
Se cree que Annabel Lee se compuso en mayo de 1849. Poe se aseguró de que el poema se imprimiera; le dio una copia a Rufus Wilmot Griswold, su albacea literario (y rival personal), otra a John Thompson para pagar una deuda de 5 dólares y vendió otra a la Sartain's Union Magazine para que la publicase. A pesar de que la de Sartain's de enero de 1850 fue la primera publicación autorizada, Griswold lo publicó primero el 9 de octubre de 1849, tras la muerte de Poe, como parte de su obituario en el Daily Tribune de Nueva York. Thompson lo hizo publicar en el Southern Literary Messenger en noviembre de 1849.
"Annabel Lee" fue una gran inspiración para el escritor ruso Vladimir Nabokov, especialmente en su novela Lolita (1955), en la que el narrador, de niño, queda enamorado de la enferma en etapa terminal Annabel Leigh en un «principado junto al mar». Originalmente, Nabokov llamó a su novela El reino junto al mar.

## Annabel Lee en la cultura popular
- La banda estadounidense Alesana lanzó el álbum conceptual The Emptiness, de once canciones, basado en su totalidad en éste poema.
- La banda española Radio Futura publicó en 1987 la canción «Annabel Lee» en su disco La canción de Juan Perro, en la que se reproduce el poema.
- La banda sueca Lucyfire (Johan Edlund) en el disco This Dollar Saved My Life At Whitehorse (2001) publicó la canción «Annabel Lee» inspirada en el poema de Edgar Allan Poe.
- El poema sirvió de inspiración para la novela La bella Anabel Lee, del escritor japonés Kenzaburō Ōe, ganador del Nobel de Literatura. En la novela, la protagonista femenina Sakura recita el poema de Poe cuando tenía 13 años para una película, además de esconder otro oscuro secreto que la ata aún más al personaje de Annabel Lee.
- La saga Cazadores de Sombras: Renacimiento (Cassandra Clare) sienta sus bases en este poema de Edgar Allan Poe. En esta nueva saga, Annabel era un antiguo amor de un poderoso brujo de Los Ángeles. Ella es una pariente lejana de la familia Blackthorne y, al ser resucitada, se convierte en una de las principales antagonistas de la saga.
- En el libro A todos los chicos: P.D. Todavía te quiero (Jenny Han), Peter Kavinsky recita este poema por San Valentín a su reciente novia, cambiando el nombre de Annabel Lee por el de Lara Jean, parecido a aquel. Esta confusión desata una pelea por parte de ambos cuando ella se da cuenta de que en realidad él no le hizo el poema sino simplemente lo copió en una clase de Literatura.